# 俳協演劇研究所
俳協演劇研究所（はいきょうえんげきけんきゅうじょ）は、東京俳優生活協同組合（俳協）の俳優養成機関。旧名称、俳協養成所（俳協付属養成所とも）。東京都新宿区上落合にある。
1972年開校。俳協の付属養成所として、俳優を養成するカリキュラムが組まれていた。1982年の募集要項は、応募資格が16歳から25歳の男女で受験料は7千円。昼間部と夜間部で100名。入学金は10万円。2年制で最初の半年の基礎科は施設費が2万円で月謝は1万5千円、1年半の本科は施設費6万円で授業料が月1万8千円。半年に1度の進級試験が実施された。あくまで俳優養成所であり声優の養成所ではなく、声優のためのスタジオ実習は最後に5日ある程度だった。なお、声優事務所が新人養成所を開設するようになったのは青二プロダクションによる青二塾の1982年からであり、それまでは俳協やテアトル・エコー程度しか声優が多くいる劇団やプロダクションの新人養成所は存在しなかった。
第1期生は約120名が入所したが、俳協に正式採用されたのは政宗一成とよこざわけい子の2名のみ。
伊倉一恵の7期生のケースだと、養成所入所時は70名だったのが卒業したのは15名、俳協所属となれたのは3名のみだった。10期生の平松広和は養成所を卒業したものの、本部のオーディションに不合格で俳協の正所属となれず、11期生の深雪さなえは半年に1度の進級試験で不合格となり卒業できなかった。
1986年からは本科とは別に新たに声優を専門に養成する声優専科が設けられた。声優専科は午前クラスのみで週に2日、入学金は15万円で施設費は年間7万円、月謝は前期7ヶ月は月額1万2千円で後期5ヶ月は9万円となった。
2002年から2005年まで研究生募集を停止したが、2006年4月から再開した。
2017年の現在は1年制。入所金と研修費は共に無料。半期ごとに公演制作費9万円+消費税と30枚相当のチケット販売義務が課せられている。劇団俳協の養成所の研究生として1年間新宿区上落合の俳協の稽古場で学ぶ。通常の稽古は週に三回、月水金の夜。公演直前の3週間は週5の稽古になる。9月と3月の半ばに俳協の劇場TACCS1179で本格的な舞台公演を行い、審査の上、卒業生の中で優秀な者は、劇団俳協の準劇団員となり、同時に母体であるプロダクションの俳協の預かりとなり、マネージメントを受けられるようになる。
2017年度から、1年間で前期後期の担当演出が変わるカリキュラムに変更。前期は劇団俳協演出部の伍堂哲也が演出と指導を担当し、後期は劇団俳協演出部増田敦が演出と指導を担当する。

## 出身者
- 1期：小野田英一、橋本晃一、政宗一成、よこざわけい子、松岡洋子
- 2期：横尾三郎
- 3期：龍田直樹
- 4期：千葉茂、バッキー木場
- 5期：木之元亮、森篤夫
- 6期：阿部渡
- 7期：伊倉一恵、谷村慶子
- 8期：青柳文太郎
- 9期：津島瑞穂、佐々木るん
- 10期：奥田ゆかり、金野恵子、小金澤篤子、平松広和、安藤ありさ、鈴木勝美、平野義和、富沢美智恵
- 11期：新井一典、大山尚雄、本多知恵子、室井深雪
- 12期：中田博之、長谷川恒之、横田ひろみ
- 13期：村上優子
- 14期：岩尾万太郎、夏井貴浩、山寺宏一、松本梨香
- 15期：山中一徳
- 16期：平井誠一、沢田澄代、むたあきこ
- 17期：今渕仁音、森田チアキ
- 18期：三田村慎、矢治美由紀服部靖司．大黒和広
- 19期：小柳弘隆、羽柴秀矢、松本大
- 不明：風間勇刀、茶山莉子、園崎未恵、前島貴志、田中香子、松岡大介